# Carabusino
Carabusino (Carabusinu en extremeño) es una alquería española perteneciente al concejo de Casares de las Hurdes, en la provincia de Cáceres, Comunidad Autónoma de Extremadura.
Está situada al norte de las Hurdes, limitando con la provincia de Salamanca. No tiene monumentos de interés artístico o histórico, y su economía depende de la agricultura, concretamente del cultivo del cerezo. Celebra sus fiestas el 14 de septiembre.
Se desconoce el origen de este nombre, aunque algunas versiones indican que puede proceder de "caraboxo", que es un término leonés que significa "agalla de roble".
Se mantiene en esta y otras poblaciones cercanas a uno y otro lado de la frontera entre Cáceres y Salamanca una variedad de la lengua asturleonesa fruto de las repoblaciones realizadas durante la Reconquista llamada extremeño, siendo prácticamente iguales sus rasgos con los de la comarca salmantina de El Rebollar, cuya habla se denomina "Palra del Rebollal".

## Demografía
Sus datos de población han sido los siguientes:
- 2002: 141 habitantes
- 2005: 120 habitantes
- 2008: 69 habitantes
- 2011: 63 habitantes
- 2014: 56 habitantes
- 2015: 50 habitantes
- 2016: 45 habitantes
- 2017: 40 habitantes
- 2018: 37 habitantes

## Transporte
Por el pueblo pasa la carretera provincial CC-55.3, que une Casares de las Hurdes con Serradilla del Llano.